# Балтазар (маркграф Мейсена)
Балтазар (нем. Balthasar; 21 декабря 1336, Вайсенфельс — 18 мая 1406, замок Вартбург) — маркграф Мейсена, сын Фридриха II Серьёзного и Мехтильды (Матильды) Верхнебаварской.

## Биография
Балтазар был сыном Фридриха II Серьёзного и Мехтильды (Матильды) Верхнебаварской. После смерти отца вместе с братьями Вильгельмом I Одноглазым и Фридрихом III Строгим унаследовал Маркграфство Мейсен и Тюрингию.
После смерти Фридриха Строгого Вильгельм и Балтазар поделили его владения согласно так называемому Хемницкому разделению, по которому Вильгельм получил Маркграфство Мейсен, а Балтазар Тюрингию.

## Брак и дети
Балтазар был дважды женат. Первый раз женился в 1374 году на Маргарите Нюрембергской, в браке с которой был рожден сын Фридрих и	Анна Мейсенская (замужем за  Рудольфом III герцогом Саксен-Виттенбергским, курфюрстом Саксонии). После смерти Маргариты в 1390 году, Балтазар женился на Анне Саксен-Виттебергской. Во втором браке детей не было.